# Abdulrashid Sadulaev
 Abdulrashid Bulachevich Sadulaev (en russe : Абдулрашид Булачевич Садулаев, en avar : ГІабдулрашид Булачил Садулаев, né le 9 mai 1996 au Daghestan) est un lutteur russe, spécialiste de lutte libre, d'origine daghestanaise et d'ethnie avar.
Surnommé le « char russe », il est sacré pour la première fois de sa carrière champion olympique de sa catégorie des moins de 86 kg en 2016 à Rio de Janeiro. Il est également double champion du monde en 2014 et 2015, champion d'Europe en 2014 et champion d'Europe en 2018. Il devient double champion d'Europe et vainqueur des Jeux Olympiques à seulement 22 ans. De plus, il remporte les Jeux européens de 2015.
Il remporte le titre lors des Championnats d'Europe de lutte 2019.
Il est médaillé d'or des moins de 97 kg aux Jeux européens de 2019 à Minsk et aux Championnats d'Europe de lutte 2020.
En 2021, il remporte sa deuxième médaille d'or des Jeux olympiques d'été de 2020 en lutte libre chez les moins de 97 kg (reporté en 2021 à cause de la pandémie de Covid-19).
La Fédération internationale de lutte (UWW) a privé Abdulrashid Sadulaev des qualifications olympiques pour son soutien à la guerre en Ukraine,.
En 2024, malgré sa non-participation aux Jeux olympiques de Paris à la suite de la décision du CIO, il remporte la médaille d'or aux championnats du monde 2024 à Tirana chez les moins de 92 kg,.
Il devient alors sextuple champion du monde, et top 3 des plus titré aux championnats du monde de lutte libre de tous les temps, derrière Valentin Yordanov (7 fois) et Aleksandr Medved (7 fois )

## Palmarès en lutte libre
En octobre 2024, Sadulaev comptabilise 160 victoires pour 3 défaites
2014
- Champion d'Europe () -  86 kg
- Champion du Monde () - 86 kg

2015
- Champion des jeux européens () - 86 kg
- Champion du Monde () - 86 kg

2016
- Champion d'Europe U23 () - 86 kg[6]

- Champion Olympique de Rio de Janeiro () - 86 kg

2017
- Champion du Monde () - 97 kg

2018
- Champion d'Europe () - 92 kg
- Champion du Monde () - 97 kg

2019
- Champion des jeux européens () - 97 kg
- Champion d'Europe () - 97 kg
- Champion du Monde () - 97 kg

2020
- Champion d'Europe () - 97 kg
- Champion du monde individuel () - 97 kg

2021
- Champion du Monde () - 97 kg
- Champion Olympique de Tokyo () - 97 kg

2022
2023
2024
- Champion du Monde () - 92 kg

## Biographie
Abdulrashid Bulachevich Sadulaev est né le 9 mai 1996 dans le village de  Tsurib, District de Charodinsky, Daghestan, Russie. Il appartient au groupe ethnique Avar et vient d'une famille musulmane sunnite pratiquante. Il est le plus jeune de quatre frères et sœurs.
Sadulaev est diplômé de la faculté de droit de l’Université d’État du Daghestan.
En février 2017, il épouse Zaïre Shapieva, une étudiante de deuxième année à la Faculté de psychologie Université du Daghestan.
En octobre 2018, sa fille Amina est née